# Thanaleng

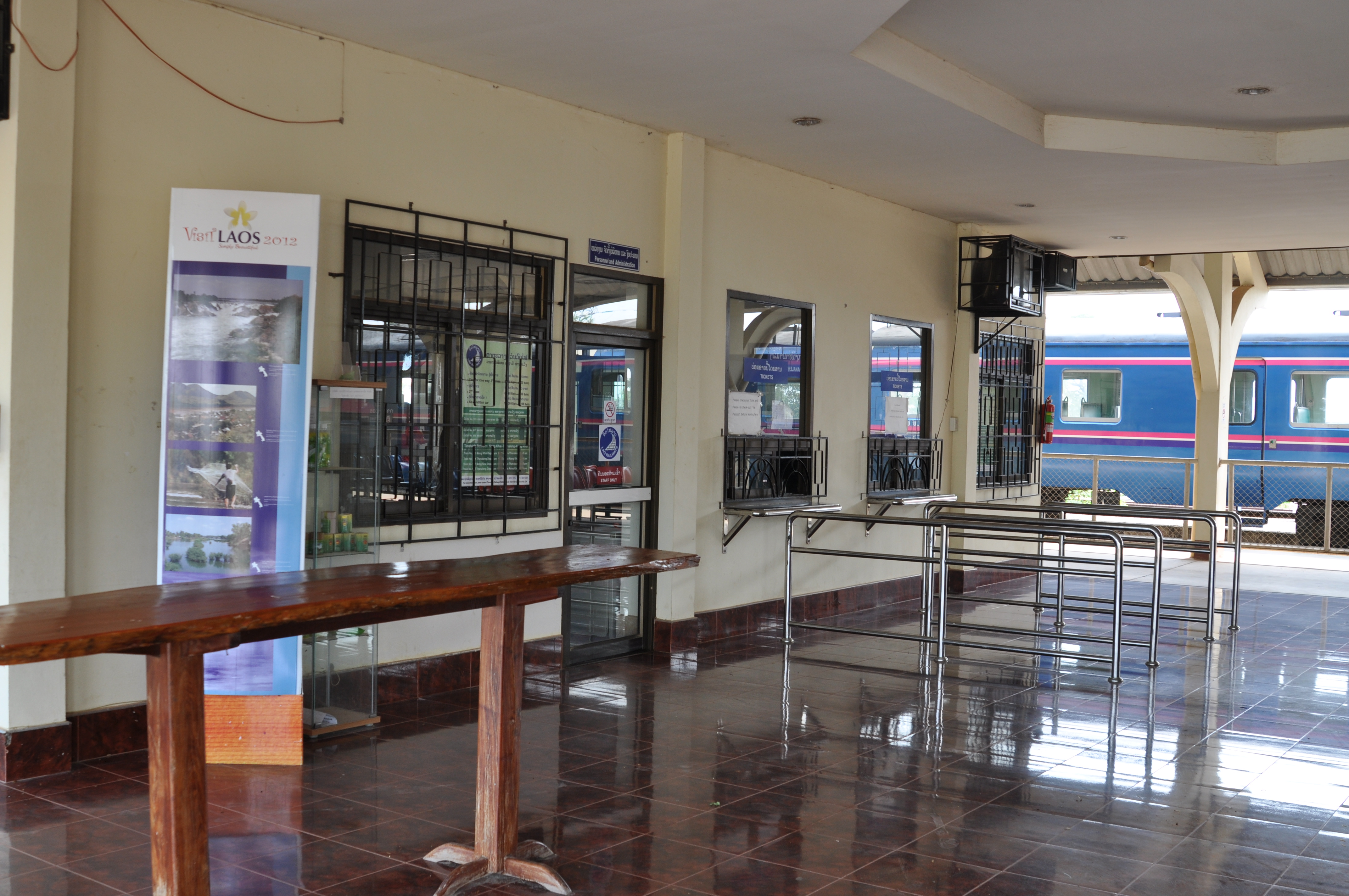
Kasy biletowe na dworcu

Thanaleng (lao. ສະຖານນີທ່ານາແລ້ງ) – stacja kolejowa we wsi Dongphosy, w drystykcie Hadxayfong, w prefekrurze Wientian. Jest to obecnie jedyna stacja kolejowa w Laosie. Dworzec znajduje się około 25 km od stolicy kraju Wientian.

## Historia
20 marca 2004 roku podpisano porozumienie między rządami Tajlandii i Laosu o przedłużeniu północno-wschodniej linii kolejowej z Nong Khai do Thanaleng, miasta po laotańskiej stronie Mekongu. Rząd Tajlandii zgodził się sfinansować tę linię poprzez dotację oraz pożyczki. Szacunkowy koszt budowy przedłużenia linii do Thanaleng wyniósł 6,2 mln $, z czego 70% zostało sfinansowane z pożyczek tajlandzkich. Budowa formalnie rozpoczęła się 19 stycznia 2007 roku, a pociągi testowe zaczęły kursować 4 lipca 2008 roku. Oficjalne otwarcie stacji nastąpiło 5 marca 2009 roku. 
W 2006 roku pojawiły się plany przedłużenia linii do stolicy Laosu Wientianu. W listopadzie 2010 roku rządy Laosu i Tajlandii potwierdziły, że ich wspólny projekt przedłużenia linii został porzucony na rzecz budowy nowej linii z Boten do Wientian popieranej przez rządy Tajlandii i Chin, która ma przebiegać przez Laos. Projekt, który miałby łączyć Nong Khai z chińskim miastem Kunming, obejmowałby budowę nowego mostu przez Mekong, bliżej Wientian.
Po przeanalizowaniu projektu władze Laosu zdecydowały, że stacja Thanaleng zostanie w przyszłości przekształcona w terminal dla pociągów towarowych przejeżdżających przez Most Przyjaźni Tajsko-Laotańskiej, dzięki czemu ładunki mogłyby zostać przetransportowane po niższych kosztach niż byłoby to możliwe w przypadku transportu drogowego.